# Ма Цзяньфей
Ма Цзяньфей (кит.: 马剑飞; нар. 29 липня 1984 року, Гуанчжоу, Китай) — китайський фехтувальник на рапірах, чемпіон світу, Азії та Азійських ігор.

## Виступи на Олімпіадах
| Олімпіада           | Дисципліна           | Місце |
| ------------------- | -------------------- | ----- |
| Лондон 2012         | індивідуальна рапіра | 7     |
| Лондон 2012         | командна рапіра      | 7     |
| Ріо-де-Жанейро 2016 | індивідуальна рапіра | 9     |
| Ріо-де-Жанейро 2016 | командна рапіра      | 5     |